# Kamienica przy ulicy św. Antoniego 16 we Wrocławiu
Kamienica przy ulicy św. Antoniego 16 – zabytkowa kamienica przy ulicy św. Antoniego we Wrocławiu.

## Opis architektoniczny
Czterokondygnacyjny, ośmioosiowy budynek w obecnej formie został wzniesiony w 1905 roku. W 1860 roku w kamienicy znajdowała się Szkoła Przemysłowa dla Ubogich Dziewcząt Żydowskich.